# Anne-Cécile Itier

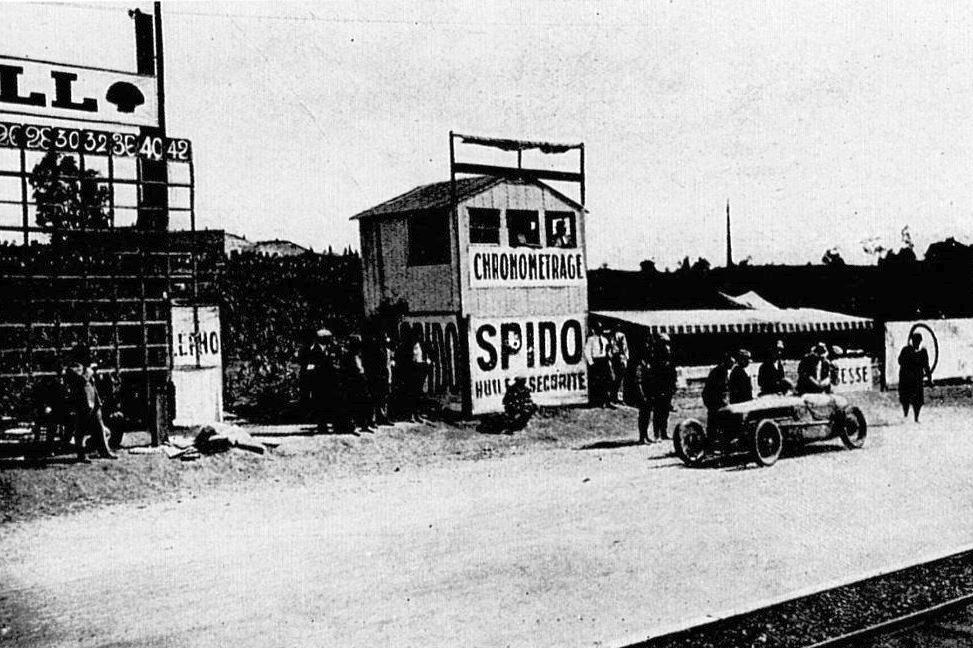
Anne-Cécile Rose-Itier au Grand Prix de l'Algérie 1930.

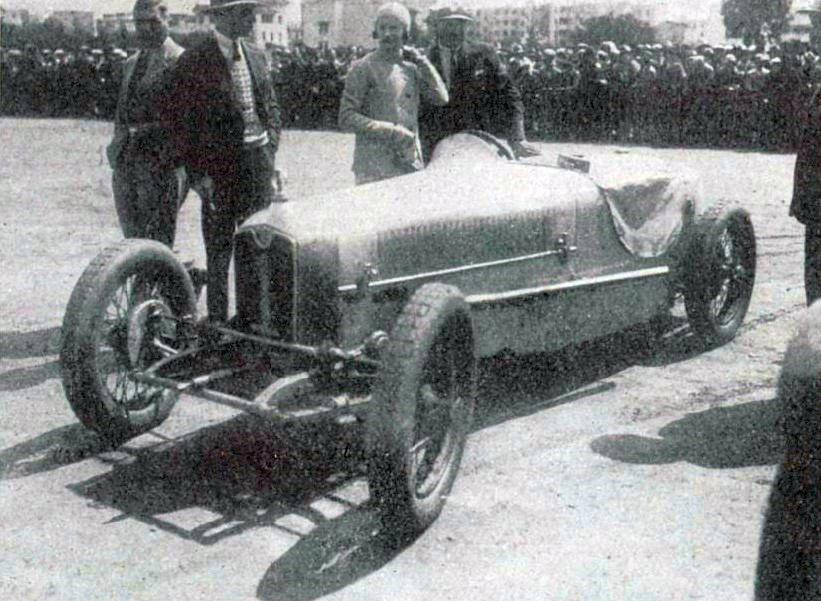
Anne-Cécile Rose-Itier, sixième du GP du Maroc 1930 sur Rally.

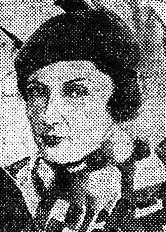
Anne-Cécile Itier en 1931.

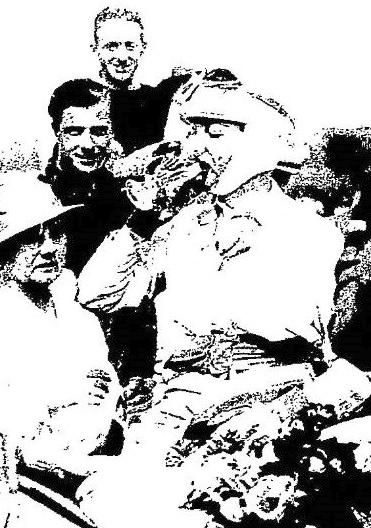
Anne-Cécile Itier, vainqueur 1500 cm3 du Grand Prix de Picardie 1933.

Anne-Cécile Rose-Itier, née Itier le 31 juillet 1890 à Pomeys (Rhône) et décédée le 23 mars 1980 à Cannes à 89 ans, surnommée Chicane mobile, était une pilote et copilote automobile éclectique, de rallyes, courses de côtes, et circuits (en grand-prix et en endurance).

## Carrière
Sa longue carrière de compétitrice s'étale de 1926 (course Paris-Pau sur Brasier, après un divorce à 31 ans), à 1953 (Rallye Monte-Carlo).
Elle court fréquemment en catégorie Cyclecar à partir de 1929. De 1931 à 1933, elle pilote une Bugatti T37, puis une T51 (après un bref passage sur une Bugatti de Type 39A, associée à José Scaron) à partir de 1934, alternant avec une Fiat 508S Balilla dès 1935.
Elle est également copilote avec l'Anglaise Kay Petre (en) sur Austin et très souvent avec l'Allemand Fritz Huschke von Hanstein sur Hanomag Diesel (champion d'Allemagne des voitures de tourisme 1939 et vainqueur des Mille Miglia en 1940), avec lequel elle eut même une liaison, après que ce dernier l'eut sauvée de la mort lors du rallye du Maroc de 1937. Sa dernière course avant-guerre est à ses côtés, lors du rallye de Monte-Carlo de 1939.
En 1935, avec Jacques Delorme, Germaine Rouault et Hellé Nice, elle fonda l'U.S.A. (Union sportive automobile), devenant rapidement l'A.C.I. (Association pour les conducteurs indépendants), qu'elle continuera à administrer jusqu'au milieu des années 1960, sous l'égide de la Fédération française du sport automobile (FFSA). 
Madame Itier se vit ainsi confier l'organisation du championnat féminin U.S.A. 1939: (dix concurrentes à bord de Juvaquatre), pour lequel les épreuves des 11 juin (circuit de Péronne, victoire d'Yvonne Simon) et 6 août (circuit du Comminges, gagnante Hellé Nice) purent se dérouler malgré l'imminence de la guerre.
Durant la Seconde Guerre mondiale, Anne-Cécile Itier aide à faire fuir hors de France des enfants juifs, malgré son ancienne rencontre avec Fritz Von Hanstein. 
Après la guerre, elle court à nouveau sur son ancienne Fiat Balilla, puis rapidement sur une Renault 4CV et participe alors au Rallye Monte-Carlo de 1948 (copilote Hellé Nice, starlette des années 1930) à 1953 (alors âgée de 58 ans).

## Palmarès

### Rallyes
- IIe Rallye féminin de Monthléry en 1928 ;
- Sept participations au rallye Monte-Carlo, en 1939 puis de 1948 à 1953.

### Voiturettes
- Course de voiturettes au circuit de Nîmes en 1932 (Trophée de Provence) ;
- Course de voiturettes au circuit de Péronne en 1933.

### Courses de côtes
- 1928 et 1932 : côte de La Mothe-Saint-Héraye[2],[3] ;
- 1933 et 1934 : côte de Phare (Biarritz)[3].

### Circuits

#### Grand-Prix
Sauf mention contraire, Anne-Cécile Itier s'engageait sur Bugatti.
- GP de Picardie à Péronne en 1933 (F2 – 1 500 cm3) sur Bugatti T51A
- GP de Provence en 1933 (catégorie voiturettes)
- Coupe des dames du GP de Picardie en 1939 (moins de 1 500 cm3)
  - 2e en classe touring du GP de la Marne en 1935 (Fiat Balilla)
  - 3e du GP d'Oranie en 1930, catégorie cyclecars sur Rally (6e au général)[4]
  - 3e du GP de la Marne en 1931, catégorie voiturettes (11e au général)
  - 3e du GP de Picardie en 1934 sur Bugatti T51 A
  - 3e du GP des Frontières en 1935[5] et 1936
  - 4e du GP de Circuit du Dauphiné en 1931
  - 4e du GP de Casablanca en 1932
  - 4e du GP d'Albi en 1933
  - 5e du GP de Bordeaux en 1929
  - 5e du GP de Tunisie en 1932
  - 5e du GP de Lembourg en 1933 (Pologne)
  - 6e du GP de Vichy en 1934

#### Endurance
Cinq participations aux 24 Heures du Mans, de 1934 à 1939 :
- 1934 : 17e avec Charles Duruy sur Midget PA, moteur 4-cylindres en ligne de 0,8 L
- 1935 : 18e avec Robert Jacob sur Fiat 508S Balilla Sport, 4-cylindres en ligne de  1 L
- 1937 : abandon avec Fritz Huschke von Hanstein sur Adler Trumpf Rennlimousine GT (premier bolide à l'époque totalement clos), par casse moteur
- 1938 : 12e avec le belge Claude Bonneau sur Midget PA, 4-cylindres en ligne de  1 L
- 1939 : sortie de route avec Suzanne Largeot sur Simca 8, 4-cylindres en ligne de 1,1 L

Elle finit troisième des 12 Heures de Paris avec Germaine Rouault, en 1938 à bord d'une Delahaye 135 CS , voiture personnelle.